# Mesarmadillo hastatus
Mesarmadillo hastatus är en kräftdjursart som beskrevs av Richardson1907. Mesarmadillo hastatus ingår i släktet Mesarmadillo och familjen Eubelidae. Inga underarter finns listade i Catalogue of Life.